# Alfred-Auguste Cuvillier-Fleury
Pour les articles homonymes, voir Cuvillier.
Alfred-Auguste Cuvillier-Fleury, né le 18 mars 1802 à Paris où il est mort le 18 octobre 1887, est un journaliste et critique littéraire français.

## Biographie
Fils de soldat, il fait ses études au lycée Louis-le-Grand, où il remporte le prix d'honneur de rhétorique au concours général en 1819. Au sortir du collège, il rejoint à Florence l'ancien roi de Hollande, Louis Bonaparte, dont il est pendant un an le secrétaire. Il est ensuite examinateur, puis préfet des études au collège Sainte-Barbe. En 1827, il devient précepteur du duc d’Aumale, Henri d'Orléans, auquel il reste ensuite attaché en tant que secrétaire particulier. En 1834, il entre à la rédaction du Journal des débats. Il y constitue notamment une galerie des écrivains contemporains, dont les principaux sont à ses yeux Lamartine, Chateaubriand et Victor Hugo. Il y tient également une chronique politique où il se fait ardent défenseur de la liberté d'enseignement et pourfend les jésuites. Il quitte le Journal des débats en 1848 et fait paraître en feuilleton, puis en volume, une série de Portraits politiques et révolutionnaires qui obtient un vif succès. Continuant alors son œuvre de critique, il brigue un fauteuil à l'Académie française, où il finit par être élu en 1866. Alexandre Dumas fils lui dédia sa pièce de théâtre La Femme de Claude, créée en 1873, et dont il accompagna l'édition d'une lettre-préface à Cuvillier-Fleury. 
Orléaniste convaincu, il avait publié en 1830 des Documents historiques sur M. le comte Lavalette et rédige la préface des Mémoires de sa fille, Joséphine de Lavalette, dont il fut aussi l'amant, et dont il eut une fille naturelle, appelée Marie Comon (1832-1917). Alors que sa réputation de critique n'égala jamais celle de Sainte-Beuve et que ses ouvrages furent peu réédités, sa Correspondance avec le duc d'Aumale, ainsi que son Journal intime, restent des sources importantes sur l'histoire de l'orléanisme. En 1872, il est le seul à rendre hommage à son ami Ximénès Doudan.
La correspondance d'Alfred-Auguste Cuvillier-Fleury est conservée aux Archives nationales sous la cote 298AP.

## Principales publications
- Notes historiques sur le général Allard et sur le royaume de Lahore, 1836
- Neuilly, Notre-Dame et Dreux, 1842 Texte en ligne
- Portraits politiques et révolutionnaires, 2 vol., 1851 Texte en ligne 1 2
- Voyages et voyageurs, 1854 Texte en ligne
- Études historiques et littéraires, 2 vol., 1854 Tome 2 en ligne
- Nouvelles études historiques et littéraires, 1855 Texte en ligne
- Dernières études historiques et littéraires, 2 vol., 1859 Texte en ligne 1 2
- Historiens, poètes et romanciers, 1863 Texte en ligne
- Études et portraits, 1865-1868 Texte en ligne
- Posthumes et revenants, 1879 Texte en ligne
- Journal intime, 2 vol., 1900-1903 Texte en ligne 1 2

Correspondance
- Correspondance du Duc d'Aumale et de Cuvillier-Fleury, 4 vol., Plon et Nourrit, 1910-1914.

## Source biographique
- Edmond Biré, Portraits littéraires, Lyon : E. Vitte et Perrussel, 1888, p. 309-356